# Sørbyhaugen Station
Sørbyhaugen Station (Sørbyhaugen stasjon) var en metrostation på Røabanen på T-banen i Oslo. Stationen åbnede, da banen blev forlænget til Røa 24. januar 1935. I 1942 blev den forgreningsstation, da Kolsåsbanen åbnede. Togene på de to baner benyttede de samme spor fra Majorstuen til Sørbyhaugen, hvorefter de kørte hver deres vej. Stationen blev nedlagt 18. maj 1995 i forbindelse med ombygningen af Røabanen til metrostandard.